# Jenny Maakal
Jenny Genoveva Maakal (* 2. August 1913 in Rayton; † 15. September 2002 in Durban) war eine südafrikanische Schwimmerin.

## Karriere
Maakal nahm 1930 an den British Empire Games in Hamilton teil und wurde Fünfte im Wettbewerb über 440 yds Freistil. Zwei Jahre später war sie Teil der Mannschaft der Südafrikanischen Union bei den Olympischen Spielen. Über 100 m Freistil erreichte sie den sechsten Rang, über 400 m Freistil errang sie die Bronzemedaille. In den Wettbewerben über 100 m Rücken und 200 m Brust war sie ebenfalls für den Start gemeldet, trat aber nicht an. 1934 nahm sie ein zweites Mal an den British Empire Games teil. In London konnte sie hierbei Silber über 440 yds Freistil und mit der Staffel über 4 × 110 yds Freistil gewinnen.